# Forêt domaniale de Liffré
La forêt domaniale de Liffré, ou forêt de Liffré, ou forêt de Sevailles, est une forêt française située sur la commune de Liffré à 20 km au nord-est de Rennes dans le département d'Ille-et-Vilaine en Bretagne. Avec environ 1 075 hectares, la forêt de Liffré est la deuxième forêt sur le territoire de la commune de Liffré après la forêt de Rennes. Elle est gérée par l'Office national des forêts (ONF).

## Géographie

### Localisation
La forêt domaniale de Liffré occupe une surface d'environ 1 075 ha. Elle se trouve intégralement sur la commune de Liffré.
La forêt se situe à 20 km au nord-est de Rennes, au nord de la forêt de Chevré, au nord-est de la forêt domaniale de Rennes et au sud de celle de Haute-Sève. Elle est traversée par l'autoroute A84 dans le sens nord-est - sud-ouest.
| Gosné            | Gosné              | Livré-sur-Changeon |
| Ercé-près-Liffré | la Forêt de Liffré | Dourdain           |
| Liffré           | Liffré             | Liffré             |

Des chemins forestiers découpent la forêt plusieurs carrefours en étoiles (Carrefour des Sept Chemins, Carrefour du Domaine Bretel). Caractéristiques du XVIIIe siècle, ces carrefours favorisaient notamment le déplacement des équipages de chasse à courre.

### Climat
La station météorologique de la forêt domaniale de Rennes a été mise en service le 6 décembre 1994 et a cessé son activité le 15 novembre 2008.
Le tableau suivant indique les températures et les précipitations de Rennes (à 15 km au sud-ouest) pour l'année 2007 :
| Mois                                   | J    | F    | M    | A    | M    | J    | J    | A    | S    | O    | N    | D    |
| -------------------------------------- | ---- | ---- | ---- | ---- | ---- | ---- | ---- | ---- | ---- | ---- | ---- | ---- |
| Températures maximales (°C)            | 8,1  | 9,4  | 12,3 | 14,7 | 18,4 | 21,5 | 23,8 | 23,6 | 21,1 | 16,7 | 11,7 | 9    |
| Températures minimales (°C)            | 2,2  | 2,5  | 4    | 5,4  | 8,5  | 11,2 | 13,1 | 13,1 | 11,2 | 8,3  | 4,9  | 3,2  |
| Températures moyennes (°C)             | 5,2  | 5,9  | 8,2  | 10,1 | 13,4 | 16,4 | 18,5 | 18,3 | 16,2 | 12,5 | 8,3  | 6,1  |
| Précipitations (hauteur moyenne en mm) | 61,3 | 52,3 | 49,3 | 45,1 | 58,1 | 46,4 | 42,6 | 47,3 | 56,6 | 63,8 | 68,4 | 69,1 |
| Source: Météo France et Lameteo.org    |      |      |      |      |      |      |      |      |      |      |      |      |

La forêt de Liffré est sous un climat océanique caractérisé par un temps doux et humide. Les précipitations annuelles sont environ de 632 mm pour 170 jours de pluie par an.

## Histoire
Déjà nommée de forêt de Sevailles au XIe siècle, elle est encore dénommée ainsi sur la carte d'état-major au XIXe siècle. Cette appellation, toujours utilisée de nos jours notamment dans l'usage local, provient des domaines du Haut-Sevailles et du Bas-Sevailles ainsi qu'entre les deux du domaine de Sevailles, situés en limite sud de la forêt. Cette forêt avec celles de Rennes et de Chevré formaient un ensemble désigné sous le nom de forêt Rhedonensis.
Dans les premières années du XVe siècle, les acheteurs de bois étaient plusieurs centaines dans les massifs de Sevailles et de Haute-Sève, les vidant régulièrement de leur contenu, avec les bûcherons, charpentiers, écorceurs, charbonniers, verriers et potiers. Ce qui amena les autorités entre 1450 et 1460 à réglementer l'usage de la forêt, n'empêchant pas la ruine de ces massifs forestiers au XVIe siècle. Raisons qui en 1536 décident le procureur du roi à préconiser l'interdiction de les exploiter pendant cinquante ans. L'interdiction mise en place en 1544 fut levée dès l'année suivante devant les difficultés soulevées par sa mise en œuvre. Au XVIe siècle, la forêt ducale devient royale et lors de la Réformation, il fut remédié à ces grands désordres en 1544 par l'organisation de juridictions forestières. Mais malgré cela, plus de 1 000 charretées de bois, principalement de chauffage sortaient de ces massifs, obligeant l'installation d'un systèmes de coupes annuelles et un système d'arpentage pour bien délimiter les parcelles et exercer un contrôle plus efficace.
Le chevalier Victor Binet de la Blottière, grand veneur, puis conseiller d'État fut nommé grand maître des eaux et forêts de Bretagne et il a établi des procès-verbaux de visite de la forêt de Sevailles en vue de la Réformation de [600.
En 1664, trois gardes forestiers surveillaient cette forêt. Un dans le canton de la Brézille, un autre dans celui du grand Sevailles, et le dernier dans celui du petit Sevailles. Celui du petit Sevailles à l'ouest du massif était pratiquement épuisé.
Au XVIIIe siècle, les quartiers de la Brézille et de Sevailles, distants d'une demi-lieue de la forêt de Rennes, en étaient séparés par la lande de Beaugé. La large percée actuelle en forêt fut réalisée en 1737. En 1785, le comte d'Essuile, Jean-François de Barandiéry-Montmayeur d'Essuile (1718-vers 1790), capitaine, dressa un rapport de l'état des bois et forêts du roi en Bretagne dont deux  documents sont conservés concernant la forêt de Sevailles, dont les plans réduits des réformations des forêts royales dans lesquels est la forêt de Sevailles. Il mentionne que la forêt de Liffré contenait les cantons du grand et du petit Sevailles, et de la Brézille. La partie la plus étendue, le grand Sevailles était  limitée à l'ouest par le grand chemin de Rennes à Fougères, et à l'est par la chapelle Saint-Pierre à partir de laquelle commençait le canton de la Brézille. Dans le grand Sevailles deux délaissements, l'un appelé La Marre Noire, l'autre Le pré Rieux, deux endroits clos et mis en taillis, exploités pour la réalisation de fagots par le garde forestier, à son usage personnel. Le plan montre des allées forestières rectilignes toujours existantes. Ce n'est qu'au XIXe siècle que les artisans quittent la forêt. Vers 1860, les techniciens de l'école forestière de Nancy mettent le massif en productivité, remplaçant les taillis par des futaies et la plantation du pin sylvestre. La forêt de Sevailles est alors exploitée pour le bois de chauffage, et le bois d'œuvre, tandis que celle de Chevré produit du charbon de bois pour le traitement des aciers, et l'alimentation des hauts fourneaux d'André de la Verdrie au domaine de Sérigné à La Bouëxière, et de la Vallée.
Cette forêt abrite des sites archéologiques, vestiges du Néolithique, de la période gallo-romaine, du Moyen Âge, ou du début du XXe siècle. En forêt de Sevailles surtout, le charme manifeste un développement privilégié, particulièrement au centre et à l'est du massif, où se remarquent de riches peuplements[réf. nécessaire].

## Faune et flore
La forêt de Liffré est partiellement composée de différents habitats :
- la chênaie-hêtraie acidophile atlantique (mélange de hêtres et de chênes rouvres)[20] ;
- la hêtraie de l'Asperulo-Fagetum (hêtres et chênes sessiles) ;
- la chênaie pédonculée acidiphile (chênes pédonculés et frêne) ;
- des pineraies humides (pins sylvestres )[réf. nécessaire].

La faune est caractérisée par la présence de chevreuils et sangliers. Elle possède une diversité remarquable de chauves-souris tel que le Grand murin, le Murin de Bechstein, la Barbastelle, la Noctule de Leisler ou la Pipistrelle de Kuhl.
Les amphibiens sont représentés avec le triton crêté, le triton marbré, la grenouille agile, le crapaud calamite et la rainette verte[réf. nécessaire].
L'inventaire des insectes montre la présence du capricorne du chêne, du lucane Cerf-volant, du pique-prune, de l’écaille chinée, du grand mars changeant et du damier de la succise[réf. nécessaire].
Celui des oiseaux recense entre autres le Grand Cormoran, le Bondrée apivore, le Busard Saint-Martin, le Martin-pêcheur, le Pic noir, la Fauvette pitchou ou le Pic mar.

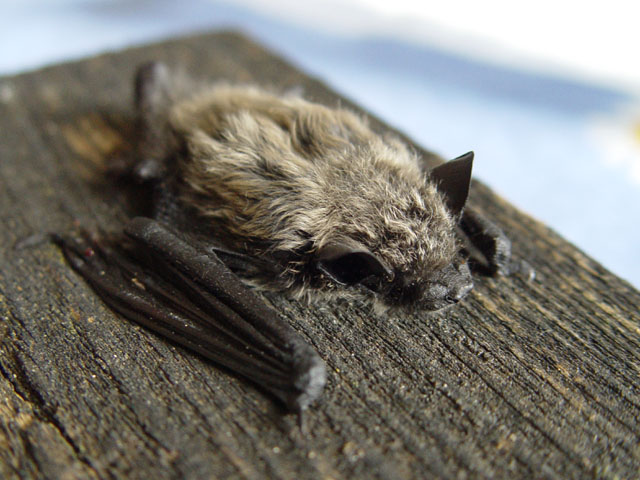
La Pipistrelle de Kuhl.
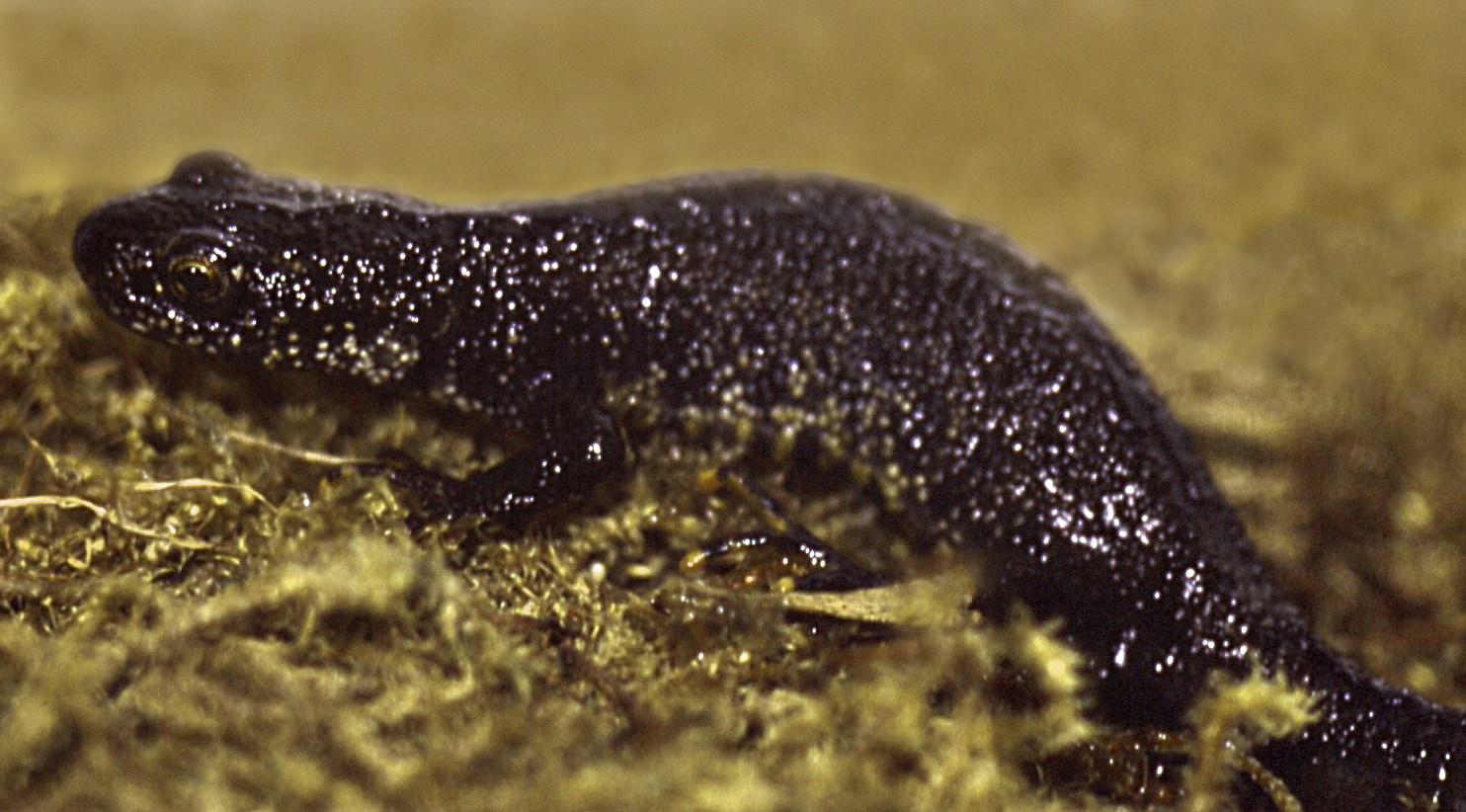
Le Triton crêté.
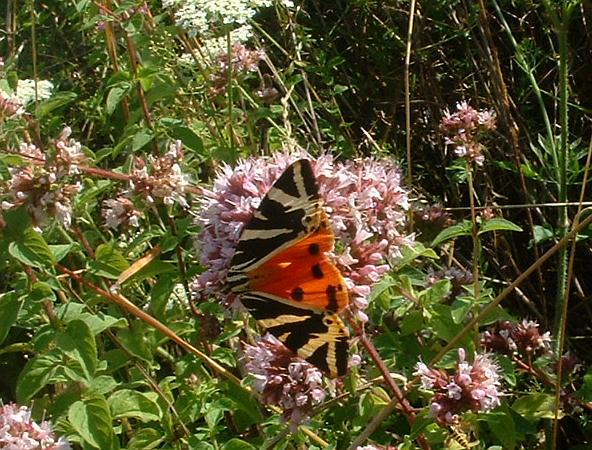
L'Écaille chinée.
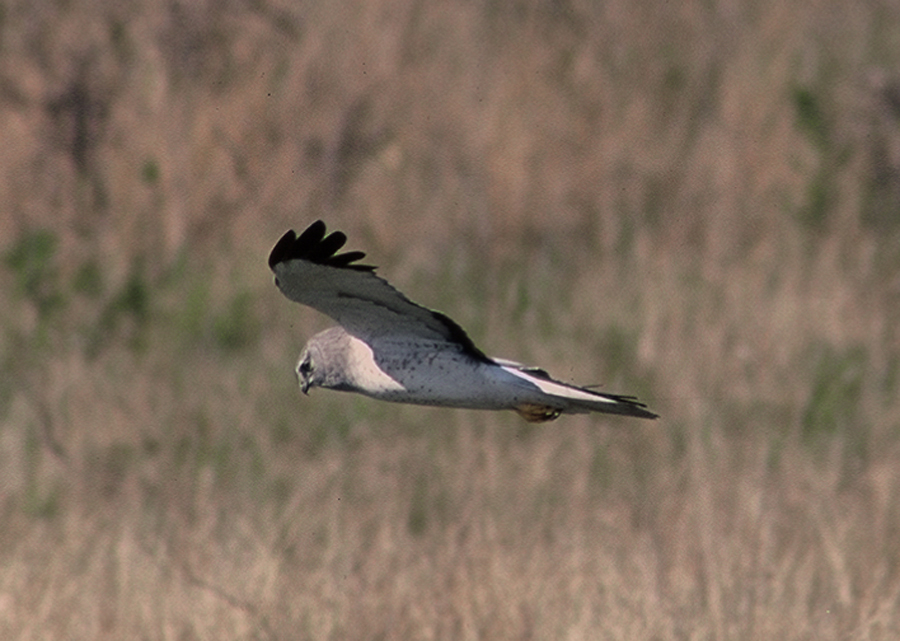
Le Busard Saint-Martin.